# Steffon Bradford
Steffon Bradford (Clewiston, Florida, 7 de diciembre de 1977) es un exjugador de baloncesto estadounidense. Hizo una larga carrera como profesional, jugando mayormente en Francia.

## Trayectoria
Bradford estudió en la Clewiston High School, donde fue parte de los Tigers, el equipo de baloncesto de la institución. Al culminar la escuela secundaria, fue considerado tercera selección del equipo All-Florida de su generación. Jugó luego dos años con los Compton College Tartars de la California Community College Athletic Association, antes de ser reclutado por los Nebraska Cornhuskers, un equipo enrolado en la Big 12 Conference de la División I de la NCAA. En sus dos temporadas allí, intervino en 60 partidos en los que promedió 12 puntos y 8,1 rebotes por encuentro. 
Sus tres primeros años como profesional se dividieron entre la USBL de los Estados Unidos y la KBL de Corea del Sur, con un breve paso por el UU-Korihait de la Korisliiga de Finlandia.
En 2004 arribó por segunda vez a Europa al ser fichado por el FC Barreirense de Portugal.
Durante el verano de 2005 integró el equipo Passing Lane, al que, junto a Marcus Douthit, lideró en la conquista de la Copa William Jones en Taiwán.
Bradford jugó una temporada en el AZS Koszalin de la Polska Liga Koszykówki, antes de incorporarse al JSF Nanterre, en lo que sería su primera experiencia en el baloncesto profesional francés. Aunque el equipo se encontraba en la segunda división, en 2007 pudo acceder a la final de la Copa de Francia, siendo la actuación del pívot estadounidense fundamental para ello.
Tras jugar en Polonia e Israel, en mayo de 2009 retornó a Francia para sumarse al CSP Limoges como sustituto del lesionado Adam Harrington. Su equipo terminaría como subcampeón.
La temporada 2009-10 la disputó con el JDA Dijon, donde jugó solamente 20 partidos, en los que registró promedios de 11,9 puntos, 4,5 rebotes y 1,2 asistencias por encuentro. Dejó el equipo antes del final de la temporada regular para unirse al Hapoel Afula de la Ligat ha'Al de Israel.
Bradford se quedó en Oriente Medio un año más, tras ser contratado por el Maccabi Habik'a para actuar en la segunda división israelí.
Volvió en 2011 a Francia, siendo fichado por el Lille Métropole. Allí permaneció los siguientes tres años, intentando promover a su equipo a la máxima categoría del baloncesto profesional francés. Luego de ello jugaría cuatro temporadas consecutivas en la NM1 con equipos como Jeanne d'Arc Vichy, Aix Maurienne, Saint-Vallier y Vendée Challans. 
Entre 2019 y 2021 compitió en el circuito de baloncesto 3x3 de los Estados Unidos como miembro de los equipos 3BALL Nebraska y 3BALL Omaha. También jugó en torneos de verano con SG Bergishe Loewen, GIE Maile Matrix, Drexel Mechanical, OxFit Bulldogs GB Sheffield y Tennessee Dragons.

## Selección nacional
Bradford, junto a sus compatriotas Jermaine Barnes, Marquin Chandler y Keith Closs, representó a Tonga en un torneo disputado en enero de 2019 en República Dominicana contra clubes americanos.